# Гагулия, Геннадий Леонидович
Геннадий Леонидович Гагулия (абх. Геннадии Леонид-иҧа Гагәлиа;груз. გენადი ფირცხალავა ან გაგულია; 4 января 1948, Лыхны, Гудаутский район, Абхазская АССР — 8 сентября 2018, Гудаутский район, Республика Абхазия) — абхазский политический деятель, трижды премьер-министр Абхазии (1995—1997, 2002—2003, 2018).

## Биография
В 1972 году окончил строительный факультет Белорусского политехнического института. В 1973—1977 годах — строймастер, прораб, главный инженер, начальник строительного участка, в 1977—1986 годах — заместитель директора Комбината общественного питания озера Рица, в 1986—1991 годах — председатель Гудаутской районной потребительской кооперации.
С 1991 председатель Государственного комитета по внешнеэкономическим связям СМ Абхазской АССР, в 1992—1995 годах — заместитель председателя Совета министров Абхазии, в 1995—1997 годах — премьер-министр. С 1997 года работал помощником депутата Государственной Думы, в 2002 году возглавлял Торгово-промышленную палату Абхазии, в 2002—2003 годах вновь занимал должность премьер-министра. В 2003—2004 годах был руководителем Администрации президента Абхазии. С 2005 года возглавлял Торгово-промышленную палату Абхазии.
25 апреля 2018 года Гагулия вновь занял должность премьер-министра Абхазии.

### Смерть
8 сентября 2018 года погиб в результате ДТП. На 47 км республиканской трассы «Псоу — Ингур» правительственный кортеж попал в аварию близ села Блабырхуа Гудаутского района. Политик ехал из аэропорта города Сочи. Глава правительства был в составе абхазской делегации, находившейся с официальным визитом в Сирии. Похоронен 12 сентября 2018 года в селе Лыхны Гудаутского района.

## Семья
Был женат, супруга — Заира Отырба. Отец двоих детей — дочери Асиды и сына Астамура. У Гагулия есть два родных брата, Гиви и Игорь, а также сестра Лилия.